# Der gesunde Menschenversand
Der gesunde Menschenversand ist ein auf Spoken Word und Slam-Poetry spezialisierter Schweizer Buchverlag mit Sitz in Luzern. Er wurde 1998 von Matthias Burki und Yves Thomi gegründet und zählt zu den arriviertesten Spoken-Word-Verlagen im deutschsprachigen Raum.
Von 1998 bis 2012 gab der Verlag das Magazin «Das heft das seinen langen namen ändern wollte» heraus. Seit 2007 ist Matthias Burki alleiniger Verleger. 2009 lancierte der Verlag die Reihe «Edition SpokenScript».
Im Portfolio befinden sich neben Autoren wie Katja Brunner, Nora Gomringer, Michael Fehr, Pedro Lenz, René Schweizer, Semi Eschmamp oder dem Kollektiv Bern ist überall auch der Musiker King Pepe. Der 2010 erschienene Roman Der Goalie bin ig von Pedro Lenz wurde als Bestseller über 35'000 mal verkauft.

## Auszeichnungen
- 2006: Förderpreis für Kulturvermittlung Kanton Bern
- 2007: Migros-Jubilée-Award in der Sparte Literatur
- 2014: Schweizer Verlag des Jahres, Wahl durch den Schweizer Buchhändler- und Verlegerverband (SBVV)
- 2016: Berner Literaturpreis, Kategorie «Weiterschreiben»
- 2018: Preis der Landis & Gyr Stiftung[4][2]